# Селитренский сельсовет
Сели́тренский сельсове́т — муниципальное образование в Астраханской области Харабалинского района, административный центр — село Селитренное.

## История
6 августа 2004 года в соответствии с Законом Астраханской области № 43/2004-ОЗ установлены границы муниципального образования, сельсовет наделен статусом сельского поселения.

## Население
| 2010  | 2012  | 2013  | 2014  | 2015  | 2016  | 2017  |
| ----- | ----- | ----- | ----- | ----- | ----- | ----- |
| 1978  | ↘1946 | ↘1933 | ↘1922 | ↗1951 | ↘1937 | ↘1907 |
| 2018  | 2019  | 2020  | 2021  |       |       |       |
| ↘1844 | ↘1806 | ↘1799 | ↘1516 |       |       |       |

## Состав сельского поселения
| № | Населённый пункт | Тип населённого пункта       | Население |
| - | ---------------- | ---------------------------- | --------- |
| 1 | Селитренное      | село, административный центр | ↘1516     |